# Lanthanotus borneensis
Lanthanotus borneensis es el único representante de su género, a su vez único género de lagartos de la familia Lanthanotidae. Es endémico de Borneo.